# Hermann Adolph Klinger
Hermann Adolph Klinger (* 14. Juli 1806 in Reichstädt, Amt Dippoldiswalde; † 31. März 1874 in Kötzschenbroda, Amtshauptmannschaft Dresden) war ein sächsischer Politiker. Er war von 1832 bis 1846 Bürgermeister von Dippoldiswalde, von 1839 bis 1846 und 1848/49 Mitglied des Sächsischen Landtags sowie von April 1848 bis Mai 1849 Bürgermeister der Stadt Leipzig.

## Werdegang
Der Sohn eines Rittergutspächters studierte Rechtswissenschaften an der Universität Leipzig. Nach dem Abschluss des Studiums war Klinger als Rechtsanwalt und Notar in Dippoldiswalde tätig. Nur 26-jährig wurde er 1832 Bürgermeister von Dippoldiswalde. In diesem Amt blieb er bis 1846.
Von 1839 bis 1846 war Klinger Abgeordneter des 7. städtischen Wahlbezirks (Pirna) in der II. Kammer des Sächsischen Landtags.
1846 wurde Klinger besoldeter Stadtrat in Leipzig. Mitten in den Sächsischen Unruhen im Frühjahr 1848 wurde er am 5. April 1848 gegen den Willen der Ratsmehrheit von den Stadtverordneten zum Bürgermeister gewählt. Klinger engagierte sich öffentlich für Gewissensfreiheit und Rechtsstaatlichkeit und unterstützte die revolutionären Ereignisse in Sachsen. Als Leipziger Bürgermeister gehörte Klinger von Amts wegen der I. Kammer des Sächsischen Landtags an, wo er als Sprecher der ersten Deputation fungierte. Er war im Oktober 1848 Referent für den ausgesprochen liberalen Wahlgesetzentwurf und sprach sich für eine Unvereinbarkeit von Ministeramt und Parlamentsmandat aus. Klinger forderte, auch Frauen als Zuschauer bei Sitzungen der Kammer zuzulassen: „Es ist aber in der Verfassungsurkunde selbst kein Unterschied ausgesprochen zwischen dem männlichen und weiblichen Geschlecht, es ist kein Unterschied festgestellt, ob nur jenem oder auch diesem zugleich der Zutritt auf die Galerien gestattet sei. Da nun eben kein Unterschied gemacht ist, so folgere ich daraus, daß es Allen, daß es Jedermann, mithin auch den Frauen freistehen müsse, hier zuzutreten.“ Die Kammer richtete daraufhin im Plenarsaal eine Damentribüne ein.
Klingers Amtsführung als Bürgermeister gestaltete sich wegen seiner häufigen Abwesenheit aufgrund seiner Tätigkeit als Mitglied des Landtages und wegen des fehlenden Vertrauens der Mitglieder des Stadtrats als schwierig. In seine Amtszeit fielen unter anderem die Eröffnung der städtischen Kunstsammlung (10. November 1848), die Erschießung seines Freundes Robert Blum (9. November 1848), die Einrichtung städtischer Speiseanstalten (Januar 1849) und die Deputation des Rates der Stadt zum sächsischen König, um ihn zur Annahme der Paulskirchenverfassung zu veranlassen (3. Mai 1849).
Nachdem Klinger sich offen für den Dresdner Maiaufstand geäußert hatte, wurde eine Verleumdungskampagne gegen ihn initiiert, die ihn schließlich am 7. Mai 1849 zum Rücktritt und zum Verlassen der Stadt zwangen.
In der Folgezeit war Klinger als Rechtsanwalt in Dresden tätig. Nach 1870 nahm er seinen Alterswohnsitz in Kötzschenbroda.